# نقاط تفتيش دورة الخلية

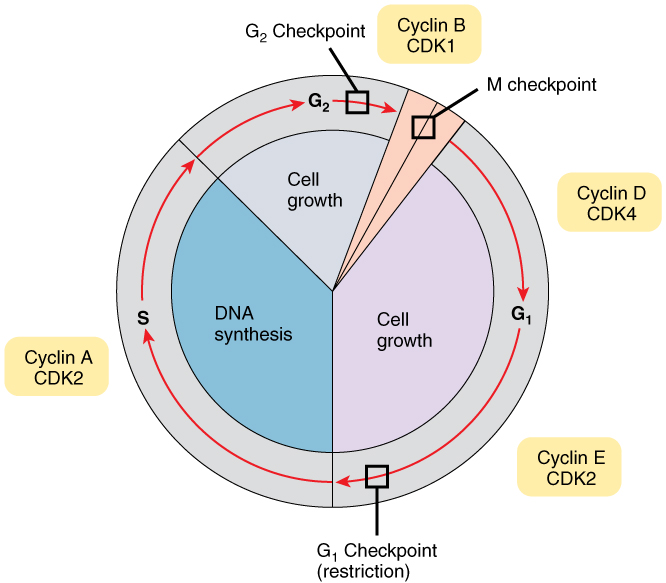

نقاط تفتيش دورة الخلية أو نقاط التحقق هي آليات تحكّم تتواجد في دورة الخلية حقيقية النواة والتي تكمن مهمتها في ضمان انقسام الخلية بشكل صحيح. يؤدي حدوث الأخطاء أثناء تضاعف الخلية وانقسامها (أو أثناء توزيع الكروموسومات) إلى طفرات قد تنتقل إلى كل خلية جديدة تنتج من خلية غير طبيعية ولهذا السبب توجد آليات تحكم داخلية تعمل في ثلاث نقاط تفتيش رئيسية لدورة الخلية. نقطة التفتيش هي واحدة من عدة نقاط في دورة الخلية حقيقية النواة يمكن عندها إيقاف تقدم الخلية إلى المرحلة التالية في الدورة، حتى تكون الظروف مواتية. تعمل كل نقطة تفتيش كنقطة إنهاء محتملة على طول دورة الخلية، والتي يتم خلالها تقييم ظروف الخلية، مع التقدم خلال المراحل المختلفة لدورة الخلية التي تحدث فقط عند استيفاء الشروط المواتية.هناك العديد من نقاط التفتيش أثناء دورة الخلية،ولكن النقاط الثلاث الرئيسية هي: نقطة تفتيش G1 (والمعروفة أيضًا باسم نقطة تفتيش البداية أو التقييد أو نقطة التفتيش الرئيسية)؛ نقطة التفتيش G2 / M؛ وأخيراً نقطة تفتيش المغزل (والمعروفة أيضًا باسم الانتقال من طور الاستواء إلى طور الانفصال).يتم تحديد التقدم من خلال نقاط التفتيش هذه إلى حد كبير من خلال تنشيط الكينازات المعتمدة على السيكلين بواسطة وحدات بروتينية تنظيمية تسمى سيكلين، يتم إنتاج أشكال مختلفة منها في كل مرحلة من مراحل دورة الخلية للتحكم في الأحداث المحددة التي تحدث فيها.

## في السرطان
تم ربط عمليات إصلاح الحمض النووي ونقاط تفتيش دورة الخلية ارتباطًا وثيقًا بالسرطان نظرًا لوظائفها التي تنظم استقرار الجينوم وتطور الخلايا، على التوالي. الآليات الجزيئية الدقيقة التي تربط الاختلالات في هذه المسارات ببداية سرطانات معينة ليست مفهومة جيدًا في معظم الحالات.

## طالع أيضًا
- تحليل دورة الخلية
- دورة الخلية
- نقطة تفتيش G2-M تلف الحمض النووي